# 鹦鸽嘴水库
鹦鸽嘴水库是中国甘肃省张掖市临泽县境内的一座水库，位于梨园河上，建于1975年。水库正常库容为2017万立方米，集雨面积为1620平方千米，海拔为1933米。